# Río Yukón
El río Yukón o Yucón (en inglés: Yukon River) es un largo e importante río del noroeste de Norteamérica, que fluye en direcciones N y O a través de las provincias o territorios canadienses de Columbia Británica y Yukón, y del estado estadounidense de Alaska, desembocando en el mar de Bering. Tiene una longitud de 3185 km y forma una gran cuenca de 854 000 km².
En su desembocadura forma un delta en forma de abanico casi semicircular, con un brazo de mayor tamaño y unos cuantos mucho menores. La anchura de su cauce es bastante variable, entre un kilómetro y más de tres durante los últimos 1000 km de su curso. Antes de abrirse para formar el delta en la bahía de Norton, su anchura es de casi dos kilómetros y medio.
La mitad del curso del río transcurre por Alaska (Estados Unidos), y el resto por el Territorio del Yukón —el territorio canadiense al que da nombre— y Columbia Británica. Es el río más largo de Alaska y fue uno de los principales medios de transporte durante la fiebre del oro del Klondike, entre 1898 y 1899.
Yukón, en gwich'in, significa «gran río». El río se llama Kwiguk, o gran corriente en yupik. Antiguamente, se conocía como río Lewes al curso superior del Yukón, desde el lago Marsh hasta la confluencia del río Pelly en  Fort Selkirk.
El tramo canadiense conocido como «The Thirty Mile», desde el lago Laberge hasta la confluencia del río Teslin, de aproximadamente 48 km, fue declarado en 1991 integrante del Sistema de ríos del patrimonio canadiense.
En 2017 el río sufrió un cambio brusco en su corriente fruto del deshielo de un glaciar, según parece efecto del cambio climático.

## Geografía

### Tramo canadiense

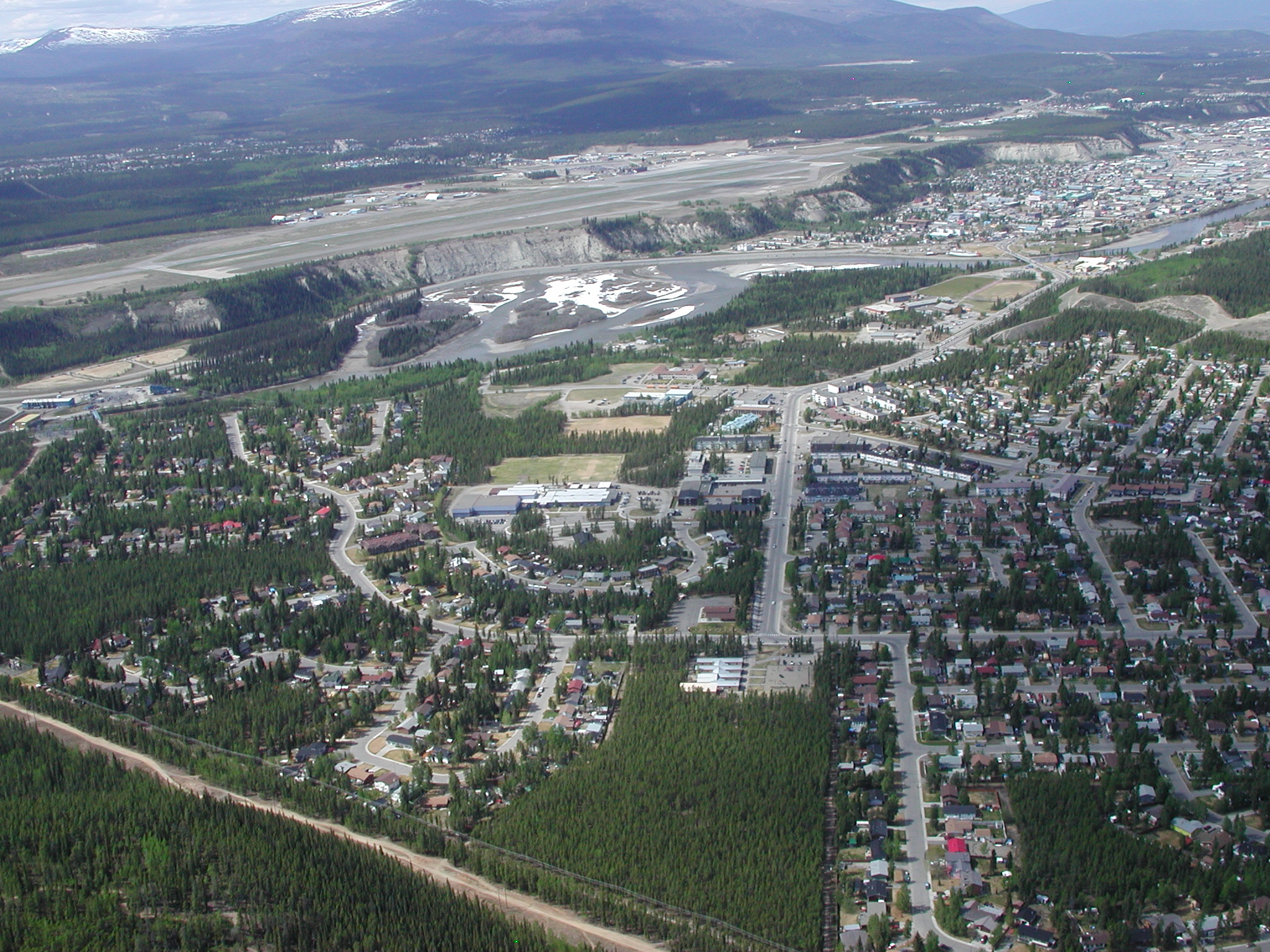
El Yukón a su paso por Whitehorse

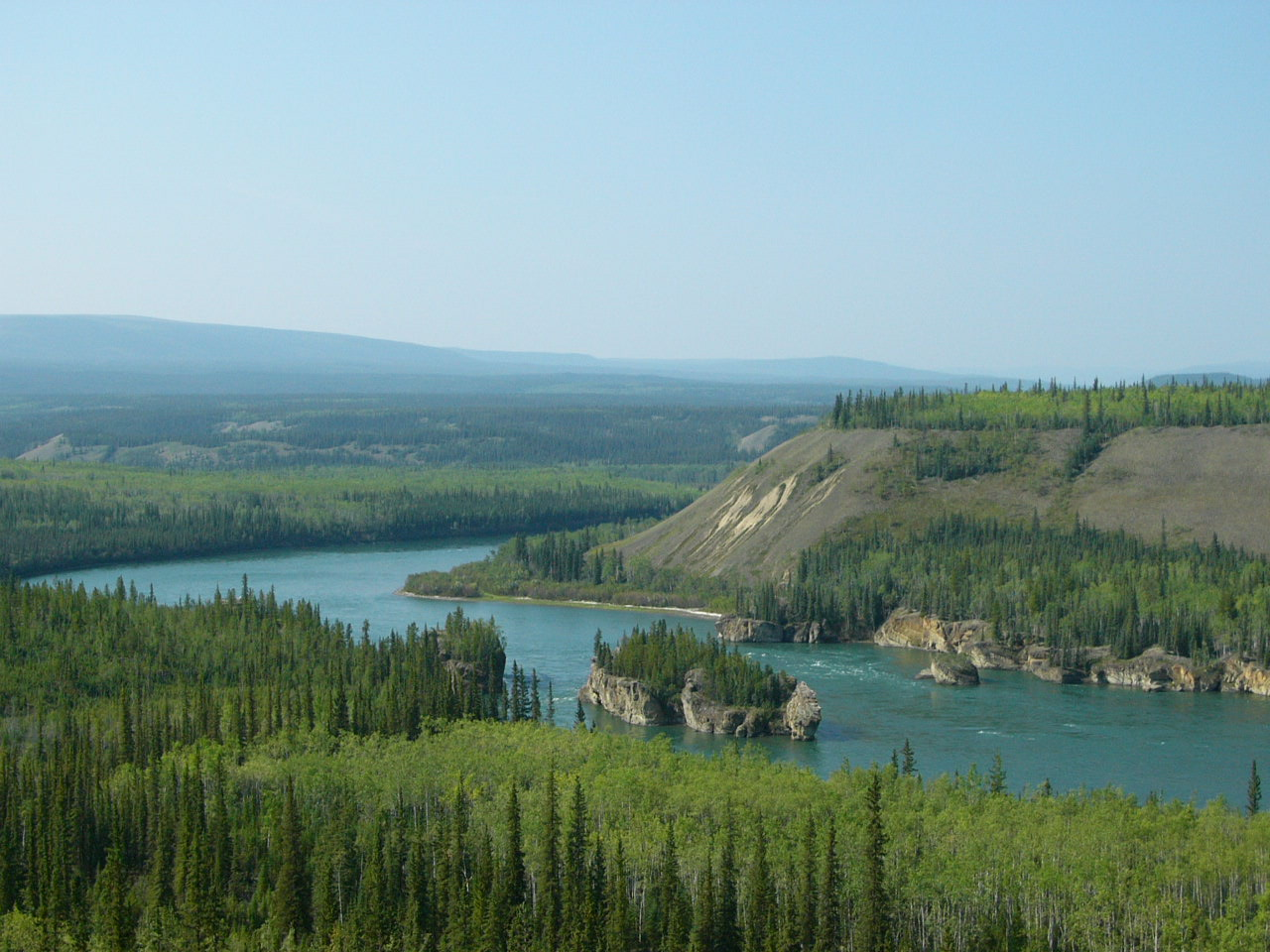
El Yukón en Five Finger Rapids

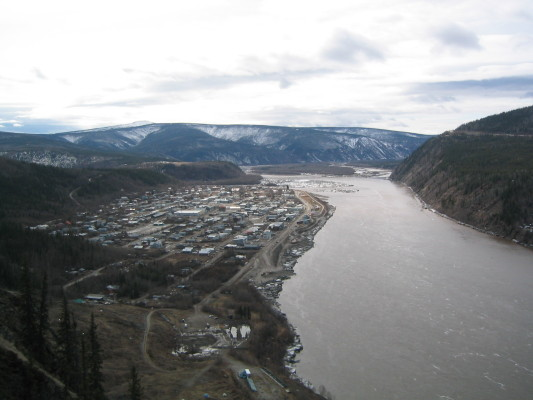
El Yukón en Dawson City, en la confluencia con el Klondike

El río Yukón nace en Canadá, en la provincia de la Columbia Británica, en la Boundary Ranges, parte de las montañas Costeras, a apenas 40 km de la costa (la otra vertiente desagua en el Lynn Canal, parte del parque nacional de la Bahía de los Glaciares). El Yukón se encamina en este primer tramo en dirección norte, llegando enseguida a la cola de uno de los brazo del lago Tagish, el Taku Arm. El lago Tagish tiene más de 100 km de largo, y más o menos en su mitad está la frontera del territorio del Yukón. Al final de este lago se encuentra la pequeña localidad de Tagish (solo 206 hab. en 2001) y enseguida entra el Yukón en otro lago, el lago Marsh (de unos 30 km de largo). Sigue el Yukón hacia el norte, virando algo hacia el este, acompañado a partir de aquí en el valle por la autopista Alaska. Alcanza luego la pequeña ciudad de Whitehorse, la capital del territorio del Yukón, que con 20 461 hab. es la localidad más poblada de la región y cuenta con aeropuerto internacional.
Sigue el río su avance llegando a un nuevo lago, el lago Laberge (de unos 50 km de longitud y 2−5 km de anchura), justo después del que recibe por la derecha al río Teslín (393 km), que procede también del sur. El río comienza a volverse en dirección noroeste, recibiendo después, también por la derecha, al río Big Salmon. Alcana después la pequeña localidad de Carmacks (426 hab. en 2007) y llega a la zona conocida como Five Finger rapids, en la que varias islas dividen el río en cinco canales del que solo uno de ellos es navegable.
Llega después el río a Fort Selrik, un antiguo fuerte de la HBC establecido en 1848 situado en la confluencia, también por la derecha, con el largo río Pelly (608 km). Luego le aborda, por la izquierda, el río White (320 km), y enseguida, por la otra mano, el río Stewart (644 km). Continúa el Yukón y llega a Dawson City (1327 hab. en 2006). Sigue su avance en dirección noroeste y recibe por la izquierda, al río Fortymiles. Al poco, el Yukón abandona Canadá y se adentra en los Estados Unidos.

### Tramo estadounidense

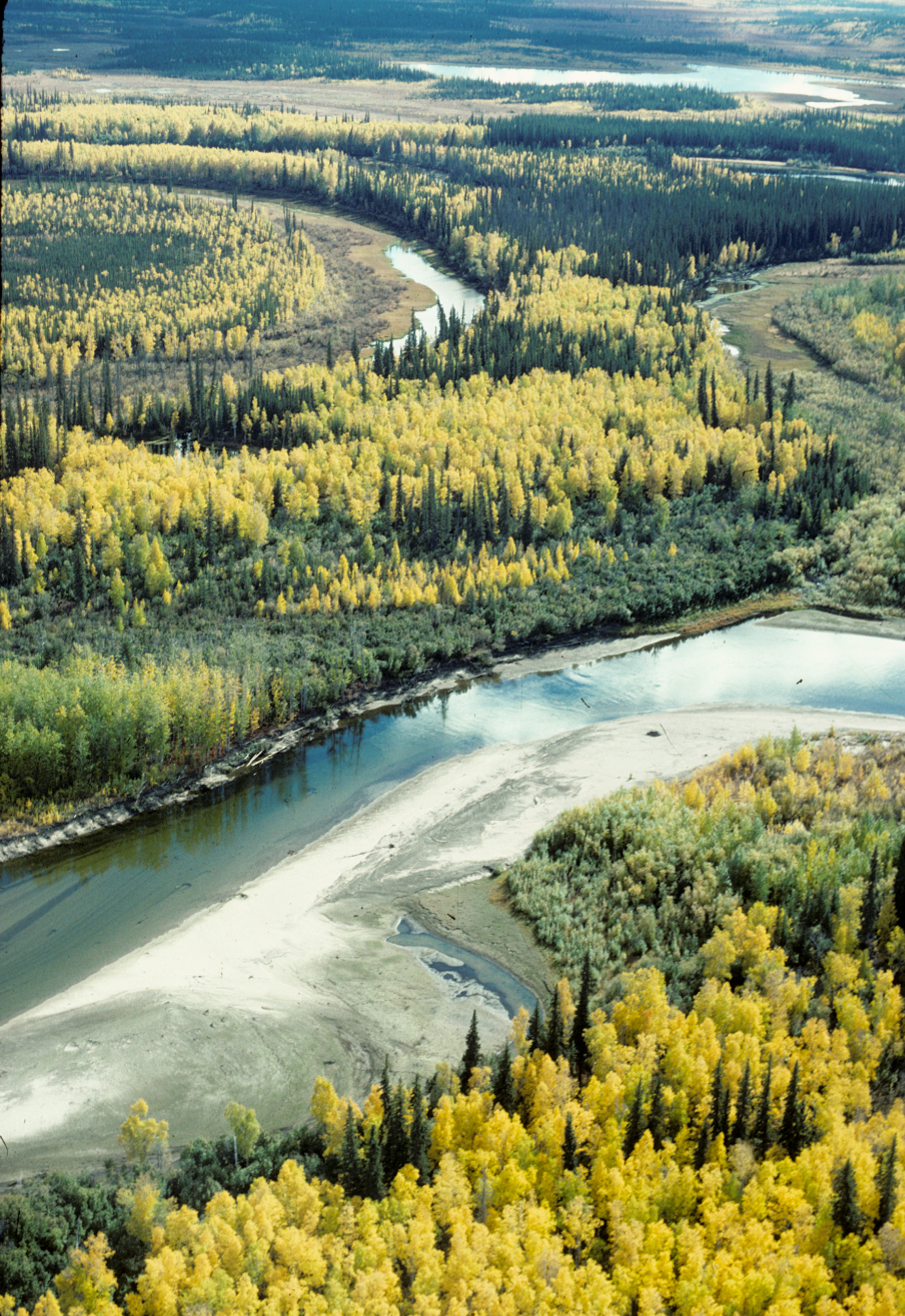
El otoño en la zona de Yukon Flats

El río se adentra en territorio estadounidense más o menos hacia la mitad de la frontera occidental del estado de Alaska, llegando enseguida a la pequeña localidad de Eagle (129 hab. en 2000), que cuenta con un pequeño aeropuerto. Llega luego el tramo en el que el río discurre por la Reserva Nacional de los Ríos Yukon-Charley. Tras pasar por Circle (100 hab. en 2000), llega a otro tramo protegido, el Yukon Flats National Wildlife Refuge (34 942,6 km²) y alcanza la localidad de Fort Yukón, su punto más septentrional, en la desembocadura de uno de sus principales afluentes, el río Porcupine, que llega desde Canadá y le aborda por la derecha. Fort Yukón contaba con 595 habitantes en el año 2000.
El Yukón se vuelve entonces hacia el este, ligeramente sur, en una zona muy llana y pantanosa, con frecuentes pequeños lagos, conocida como Yukon Flats. Recibe aquí, por la margen derecha y procedente del norte, al río Chandalar (529 km). Luego sigue en este tramo por las pequeñas localidades de Beaver y Stevens Village (87 hab. en 2000). Sale del área protegida y continua cada vez más hacia el sureste, pasando por Rampart (45 hab. en 2000) y llegando después a Tanana (308 hab. en 2000), en la desembocadura del río del mismo nombre, el río Tanana (1060 km), que le aborda por la izquierda llegando del sureste. Continua por Ruby (188 hab. en 2000), Galena (675 hab. en 2000) y Koyukuk (101 hab. en 2000), en la desembocadura del río Koyukuk (805 km), que le abroda por la derecha procedente del norte. Vira el Yukón hacia el sur y llega a Nulato (336 hab. en 2000), Kaltag (230 hab. en 2000), Grayling (194 hab. en 2000) y Anvik (104 hab. en 2000), donde recíbe, por la derecha, al río del mismo nombre (río Anvik, de 230 km). Continua por Holy Cross (227 hab. en 2000) y luego vira nuevamente hacia el este. Alcanza Russian Mission (296 hab. en 2000), Marshall (394 hab. en 2000), Pilot Station (550 hab. en 2000), St. Mary's (500 hab. en 2000), Alakanuk (652 hab. en 2000) y Sheldont Point (164 hab. en 2000), en la desembocadura.

## Hidrología
El caudal medio anual (módulo) del Yukón es de 2160 m3/s en Dawson City para un área de cuenca de 264000 km2, 3378 m3/s en Stevens Village para un área de captación de 508417 km2 y 6347m3/s en Pilot Station a 225 km de su desembocadura para un área de captación de 831390 km2. El río tiene un período de aguas altas de mayo a septiembre con un máximo en junio en el momento del deshielo y un período de aguas bajas de diciembre a abril. Los valores extremos medidos en la Estación Piloto para el caudal mensual durante el período 1975-1993 son iguales a 307 m3/s y 23667 m3/s.

## Historia
El río Yukón tuvo gran relevancia histórica durante las glaciaciones del Pleistoceno ya que su valle habría formado un corredor libre de hielos entre las Montañas Rocosas y el glaciar del Noreste de Canadá que se supone sirvió de ruta de entrada a la población, que proveniente de Asia se adentró en el continente americano. 
Esa población atravesó en distintas oleadas el estrecho de Bering, que formaba un istmo al haber descendido el nivel del mar unos 100 m (la profundidad del estrecho de Bering es menor de esta cifra) por la acumulación de hielo en los grandes glaciares de Canadá y de Europa del Norte y Central.
 
El Yukon fue estudiado por primera vez por William Ogilvie en la década de 1880.

## Afluentes

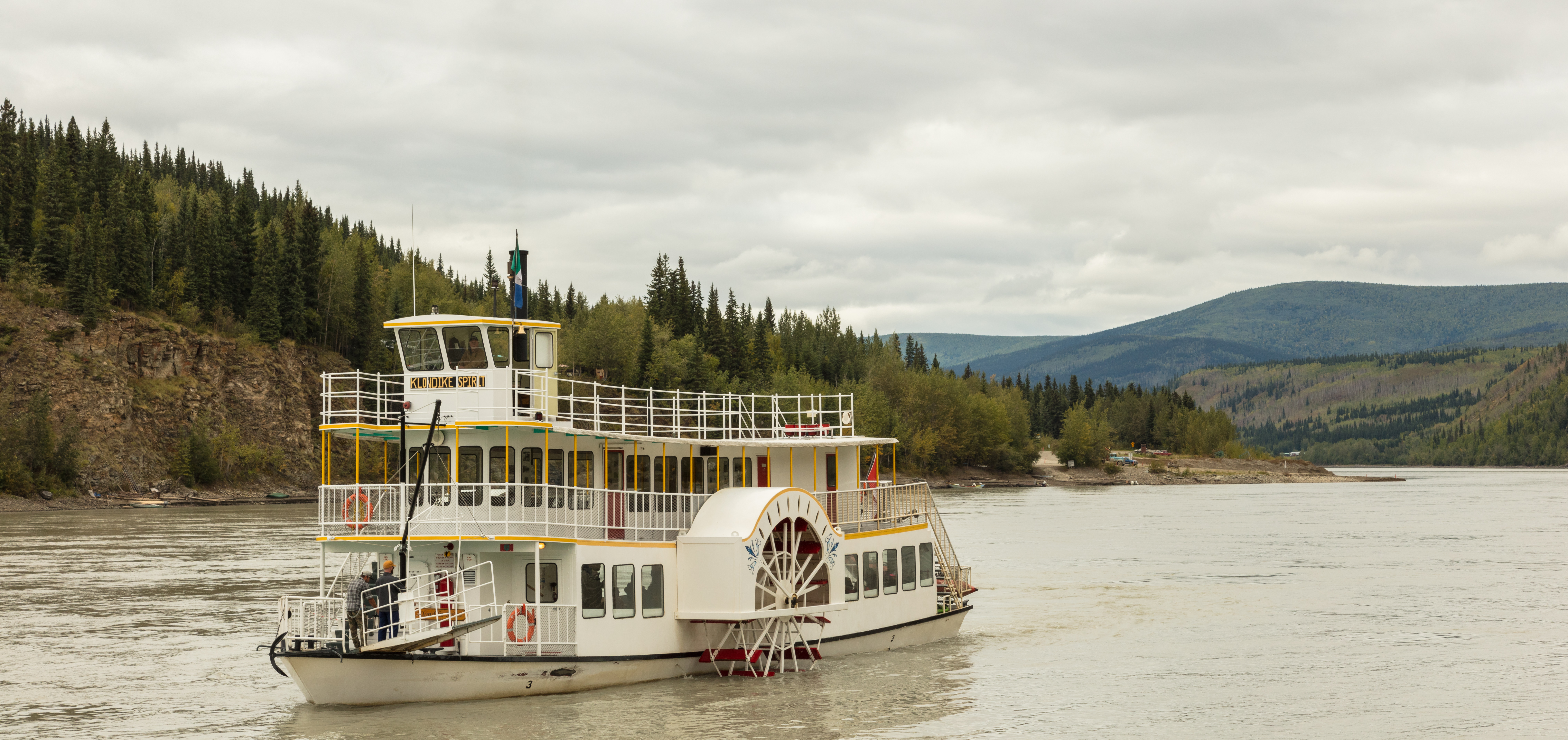
Barco de vapor turístico en el río Yukón, Dawson City, Yukón, Canadá.

Sus principales afluentes, en dirección aguas abajo, son los siguientes ríos:
en el tramo canadiense:
- río Teslin, con una longitud de 393 km y una cuenca de 35 500 km²;
- río Pelly, con una longitud de 608 km y una cuenca de 51 000 km²;
- río White, con una longitud de 320 km;
- río Stewart, con una longitud de 644 km y una cuenca de 51 000 km²;
- río Klondike, con una longitud de 160 km y una cuenca de 8000 km²;
- arroyo Beaver, con una longitud de 290 km;

en el tramo estadounidense:
- río Porcupine, con 916 km y una cuenca de 117 900 km²; tiene como principales subafluentes a los ríos  Draanjik (257,5 km), Black (260 km), Sheenjek (320 km) y Old Crow (282 km);
- río Christian, con una longitud de 230 km;
- río Chandalarr, con una longitud de 529 km (incluye al East Fork Chandalar (281,6 km) y al North Fork East Fork Chandalar);
- arroyo Birch, con una longitud de 240 km;
- río Hodzana, con una longitud de 201 km;
- río Tanana, con una longitud de 1060 km y una cuenca de 114 000 km²; tiene como principales subafluentes a los ríos Nenana (230 km) y Salcha (201 km);
- río Nowitna, con una longitud de 455 km;
- río Melozitna,, con una longitud de 217 km;
- río Koyukuk, con una longitud de 805 km (incluye al South Fork, de 225,3 km); tiene como principales subafluentes a los ríos Kanuti (282 km), Alatna (233 km) y John (201 km);
- río Anvik, con una longitud de 230 km;
- río Bonasila, con una longitud de 201 km;
- río Innoko, con una longitud de 800 km; tiene como principal subafluente al río Iditarod (523 km);
- río Atchuelinguk, con una longitud de 266 km;
- río Andreafsky—East Fork Andreafsky, con una longitud de 391 km (Andreafsky, 190 km, con el East Fork Andreafsky, 201 km);

## Pesca
El río Yukón alberga una de las corrientes de salmón más largas del mundo. Cada año, el salmón chinook, el salmón coho y el salmón chum regresan a sus cauces en Alaska, el territorio del Yukón y la Columbia Británica. El salmón chinook es el que realiza el viaje más largo, ya que se calcula que entre el 35 y el 50% se dirige a Canadá. Como los salmones no comen durante su migración de desove, deben tener grandes reservas de grasa y energía para alimentar su viaje de miles de kilómetros. Por ello, el salmón del Yukón destaca por su carne especialmente rica y aceitosa.
Históricamente, los pueblos del Yukón han dependido y siguen dependiendo del salmón para sus necesidades culturales, de subsistencia y comerciales. Tradicionalmente, el salmón se seca, ahúma y congela para el consumo humano y de los perros de trineo. Entre los métodos de pesca habituales en el Yukón se encuentran las redes de enmalle, redes de deriva, redes de inmersión y ruedas de pesca. La preferencia de determinadas artes depende en gran medida de las variadas características del río en las distintas zonas. En algunas partes del río no hay remolinos que permitan el uso de redes fijas, mientras que en otros lugares los afluentes son lo suficientemente pequeños como para que la deriva resulte poco práctica.
En los últimos 20 años, el reclutamiento de salmones, es decir, el número de adultos que regresan, ha sufrido varias sacudidas. Las décadas de 1980, 1990 y 2000 se han caracterizado por la reducción radical de la población de varias especies de salmón. El Departamento de Comercio de Estados Unidos emitió una Declaración Federal de Desastre para las pesquerías comerciales de Chinook del río Yukón en 2008 y 2009, exigiendo el cierre completo de la pesca comercial junto con restricciones a la pesca de subsistencia. Se sigue debatiendo la causa de estos pobres rendimientos, con preguntas sobre los efectos del cambio climático en el suministro de alimentos del océano y la prevalencia de enfermedades en los adultos que regresan, los métodos de pesca utilizados en el río y los efectos de la Pollock en el Mar de Bering. [en el suministro de alimentos y las capturas accesorias de salmón. En 2010, el Alaska Department of Fish & Game's Board of Fisheries emitió la primera restricción de la historia para el tamaño de malla de las redes en el Yukón, reduciéndolo a 7,5 pulgadas (190,5 mm).
Varias organizaciones trabajan para proteger la salud de las poblaciones de salmón en el futuro. La Yukon River Drainage Fisheries Association se formó en 1990 por consenso de pescadores que representaban a toda la cuenca en respuesta a los desastres de los últimos años. Sus objetivos organizativos son dar voz a los pescadores de los pueblos que tradicionalmente han gestionado estos recursos, facilitar la comunicación entre los pescadores y los gestores de la pesca y ayudar a preservar la integridad ecológica de las poblaciones de salmón y los conocimientos ecológicos tradicionales de las culturas locales.
En marzo de 2001, los gobiernos de EE. UU. y Canadá aprobaron el Acuerdo sobre el Salmón del Río Yukón para gestionar mejor un recurso compartido internacionalmente y garantizar que más salmones de origen canadiense vuelvan a cruzar la frontera. El acuerdo se aplica a través del Panel del río Yukón, un organismo internacional de 12 miembros, a partes iguales estadounidenses y canadienses, que asesora a los gestores de la pesca del río Yukón en materia de restauración, conservación y gestión coordinada.
Organizaciones tribales como la Association of Village Council Presidents (AVCP), el Council of Athabascan Tribal Governments (CATG) y la Tanana Chiefs Conference (TCC) trabajan para mantener el salmón del río Yukón con el fin de promover la salud de las personas, las culturas y las comunidades.